# کره جنوبی در المپیک تابستانی ۲۰۰۴
کره جنوبی در بازی‌های المپیک تابستانی ۲۰۰۴ که در شهر آتن یونان برگزار شد، کاروان کره جنوبی با ۲۶۴ ورزشکار در این رقابت‌ها شرکت کرد و موفق به کسب ۳۰ مدال (۹ طلا، ۱۲ نقره، ۹ برنز) شد. در جدول رتبه‌بندی توزیع مدال‌ها، کره جنوبی در ردهٔ ۹ مسابقات قرار گرفت.